# Tripteroides aranoides
Tripteroides aranoides är en tvåvingeart som först beskrevs av Theobald 1901.  Tripteroides aranoides ingår i släktet Tripteroides och familjen stickmyggor. Inga underarter finns listade i Catalogue of Life.